# Zia Fariduddin Dagar
Zia Fariduddin Dagar   (Udaipur, 15 de juny de 1932 - 8 de maig de 2013) va ser una vocalista clàssica india pertanyent a la tradició Dhrupad, la forma més antiga existent de música clàssica del nord de l'Índia (música clàssica hindustani). Va formar part de la família de músics Dagar.
Va ensenyar al Dhrupad Kendra de Bhopal amb el seu germà gran Zia Mohiuddin Dagar. També va ensenyar com a professor visitant fins a l'època dels disturbis de la mesquita de Babri. Després dels disturbis, va decidir viure al gurukul del seu germà Zia Mohiuddin Dagar a Palaspe prop de Panvel, prop de Bombai.
Va ser guardonat amb el premi Sangeet Natak Akademi 1994 en música hindustani-vocal per Sangeet Natak Akademi.

## Biografia
Va néixer a Udaipur, Rajasthan, on el seu pare, el gran Ustad Ziauddin Khansahib, era el músic de la cort de Maharana Bhupal Singh d'Udaipur. El seu pare li va ensenyar Dhrupad vocal i veena. Després de la mort del seu pare, va continuar aprenent amb el seu germà gran, Ustad Zia Mohiuddin Dagar

## Carrera
Ha actuat àmpliament a l'Índia i a l'estranger, i ha rebut el Tansen Samman del govern de Madhya Pradesh i el Premi Sangeet Natak Akademi. L'any 2005, l'Associació Dhrupad d'Amèrica del Nord li va lliurar el premi a la seva trajectòria.
El 1980, pràcticament s'havia establert a Àustria, on va ensenyar al conservatori d'Innsbruck ensenyant Dhrupad a Àustria i França (principalment París). Una vegada, durant una visita a l'Índia, un dels seus deixebles, el cineasta, Mani Kaul, es va acostar a ell i li va suplicar que li proporcionés la partitura de fons d'una pel·lícula, The Cloud Door (1994) que estava fent. Madhya Pradesh.
Durant la realització de la pel·lícula, van passar més de dos mesos a Madhya Pradesh, molt de temps a Bhopal. En aquells dies, Shri Arjun Singh era el ministre en cap de Madhya Pradesh. El desenvolupament cultural era una de les seves passions. És per ell que el magnífic centre cultural Bharat Bhavan va sorgir a Bhopal.
En aquell moment, el secretari del Departament de Cultura de Madhya Pradesh era Ashok Vajpayee. Vajpayee es va oferir a iniciar una escola amb el suport del govern per a Dhrupad a Bhopal. Zia Fariduddin va acceptar tornar a l'Índia i fer-se càrrec com a professora d'aquesta escola. Va ensenyar dhrupad durant 25 anys en aquest Dhrupad Kendra, sota la Ustad Allauddin Khan Music Academy, Bhopal, a estudiants com els Gundecha Brothers, Uday Bhawalkar, Nirmalya Dey i Marianne Svasek.
Va ser un professor convidat distingit a 'Dhrupad Sansar', IIT Bombay durant un període de 5 anys. Dhrupad Sansar es va iniciar sota la Cèl·lula per als Valors Humans per crear una apreciació sobre les arts i la cultura clàssiques índies entre el personal i els estudiants de la institució.

## Mort
S'allotjava i ensenyava al Dhrupad Gurukul prop de Panvel, que va ser construït pel seu germà gran Ustad Zia Mohiuddin Dagar i va continuar actuant a l'Índia i a l'estranger fins a la seva breu malaltia i mort el 8 de maig de 2013.

## Premis
- Premi Rajasthan Sangeet Natak Akademi (1988)
- Premi Tansen Samman (1993) pel govern de Madhya Pradesh[1]
- Premi Sangeet Natak Akademi (1994)[4][1]
- Sangeet Natak Akademi Tagore Ratna (2011)[1]

## Discografia
- Chalnat (Nova Delhi 1998) (Makar Records, Makcd039 The Lyrical Tradition of Dhrupad – 9, 1999)
- Chandrakauns (Església de Moisès, Amsterdam 1985) (Ragini Sutra, RS 200202, 2002)
- Malkauns (Bombay 1968, rudra veen/vocal jugalbandi) (Country & Eastern, CE 02, 2005)[7]